# St. Thomas, Ontario
St. Thomas är en stad i den kanadensiska provinsen Ontarios södra del. Den grundades 1810 av kapten Daniel Rapelje och var först en by. År 1852 blev St. Thomas ett samhälle (village) och nio år senare blev den klassificerad som en småstad (town). År 1881 blev den istället klassificerad som en stad.
St. Thomas breder ut sig över 35,52 kvadratkilometer (km2) stor yta och hade 38 909 invånare vid den nationella folkräkningen 2016.